# بازار آراك
بازار آراك هي بازار تاريخية تعود إلى عصر القاجاريون، وتقع في آراك.